# Selenocephalus flavicosta
Selenocephalus flavicosta är en insektsart som beskrevs av Rauno E. Linnavuori 1962. Selenocephalus flavicosta ingår i släktet Selenocephalus och familjen dvärgstritar. Inga underarter finns listade i Catalogue of Life.